# Call of Duty: Black Ops III
Call of Duty: Black Ops III (také nazýváno jako Black Ops 3) je videoherní vojenská vědeckofantastická střílečka z pohledu první osoby, kterou vytvořilo herní studio Treyarch a vydala společnost Activision. Verze pro konzole PlayStation 3 a Xbox 360 vyvinulo herní studio Beenox ve spolupráci s Mercenary Technology. Tyto verze kvůli limitaci výkonu starších konzolí postrádají režim jednoho hráče a obsahují pouze multiplayer s výrazně horší grafickou stránkou, než která je u verzí pro Windows, PlayStation 4 a Xbox One. Jedná se v pořadí o 12. díl ze série Call of Duty a tento díl navazuje na díl z roku 2012, Black Ops II. Všechny verze hry vyšly shodně a to 6. listopadu 2015. Na českém trhu hru distribuuje společnost ABC Data.

## Hratelnost

### Hra jednoho hráče
Kampaň je navržena až pro kooperaci čtyř hráčů, což umožňuje otevřenější herní svět. Hráč si může svou herní postavu přizpůsobit, např. pohlaví nebo vzhled. Hra obsahuje systém, kdy je vyžadováno postupně odemknout určité žetony, aby hráč mohl používat jiné zbraně a výzbroj během postupu kampaní. Hra také obsahuje realistickou obtížnost, kdy je hráč mrtev již po jednom zásahu.

### Hra více hráčů
Multiplayer přines nový prvek, kdy hráč může chodit po určitý čas po stěnách, dělat vyšší skoky do vzduchu nebo dělat skluzy. Při všech těchto pozicích je umožněno hráči střílet. Další novinkou je systém postav nazvaný „Specialists“, kde si hráč může vybrat až z 9 postav, přičemž každá postava má svojí speciální zbraň a unikátní schopnost, kterou ostatní nemají. Přibyla také nová vlastnost „Gunsmith“, která umožňuje nespočet kombinací přídavků na zbraň. Další nová vlastnost „Paintshop“ dovoluje hráči vytvořit jeho vlastní znaky na vyhrazená místa na jeho zbrani.

### Režim Zombies
Tento režim se zombies obsahuje příběh a také multiplayerové módy, kteří nově obsahují vlastní postupový zkušenostní systém. Mapa „Shadows of Evil“ byla představena 9. července 2015 na setkání San Diego Comic-Con International 2015.

## Děj

### Režim jednoho hráče
Call of Duty: Black Ops III se odehrává v antiutopické budoucnosti zasazené do roku 2065, 40 let po událostech v díle Black Ops II. Mnoho zemí po celém světě vyvinulo hi-tech protivzdušnou obranu a to způsobilo, že se letecké útoky přestaly při válce praktikovat. Většina z bojů mezi státy se přeměnila do naplánovaných skrytých vojenských úderech za nepřátelskými liniemi. Věda a technologie fatálně změnily životní prostředí lidstva a čím dál více lidí protestuje proti dalšímu technologickému vývoji označovanými vědci jako "pokrok". Vojenské technologie se dostaly do fáze, kdy robotika hraje hlavní roli v bojích a supervojáci byli zkonstruováni pro boj na bojišti. Lidé začali být více stroji, než postavami z masa a kostí. Díky tomu se vytvořil strach a spekulace o možném převratu robotů. Ve hře se opět octneme u týmu vojáků z elitní vojenské skupiny Black ops.

#### Příběh
V roce 2065, Hráč a jeho partner, Jacob Hendricks, se infiltrují do Etiopie, aby zachránili rukojmí z násilnické organizace NCR. Asistuje jim velitel John Taylor a jeho tým kyberneticky vylepšených vojáků. Když je záchrana úspěšná, Hráče napadne bojový robot. Aby Hráč přežil, jsou mu implementovány pokročilé kybernetické vylepšení a také Direct Neural Interface (DNI), který mu umožňuje komunikovat i s ostatními roboty. Jeho partner Hendricks později tyto kybernetické úpravy také podstoupí. 

O pět let později, Hráč s Hendricksem jsou pod vedením agenta CIA, Rachela Kanea, posláni do Singapuru, aby zde pátrali po utajovaném týmu CIA. Při objasňování ztráty kontaktu s týmem zjistí, že tým byl napaden skupinou 54 Immortals, která je největší zločineckou organizací v Singapuru. Rozhodnou se začít pátrat na poslední známé lokaci týmu – v ruinách bývalého komplexu společnosti Coalescence Corporation, který byl zničen explozí za zvláštních okolností, kdy umřelo přes 300 tisíc lidí. Hráč s Hendricksem najdou pod ruinami komplexu skryté laboratoře CIA a také jednoho z týmu – Diaze. Hráč Diaze zabije, aby předešel jeho únikům tajných informací mezi veřejnost. Hendricks se připojí do Diazovi DNI a poté odhalí, že se Taylor pokouší najít přeživší po explozi. Také zjistí, že Taylor veřejně publikoval místa všech tajných krytů CIA ve světě, a proto rychle Hráč s Hendricksem musí dostat Kanea ze Singapuru, protože hrozí úder od skupiny 54 Immortals. Velitel této skupiny, God Xiulan, chce pomstít svého padlého bratra, který zahynul v dřívějším střetu, ale místo toho je zabit. Hendricks začne mít podezření, že Kane před nimi něco tají. 

Tým zamíří do Egypta za Dr. Yousefem Salim, jednoho ze dvou přeživších exploze. Dr. Salim odhalí, že pracoval na tajném projektu zahrnující ilegální expermienty s DNI na lidech a jeho práce byla zklidnit emociálně nestálé testované subjekty. Po výslechu ho tým zabije. S pomocí egyptské armády, Hráč, Hendricks a Kane, zabijí zbývající členy týmu – Halla a Marettiho. Hráč se pak spojí s Hallovo DNI a odhalí, že Taylor a jeho tým byly infikováni umělou inteligencí jménem Corvus, která byla neúmyslně vytvořena během tajných testů CIA, která způsobila singapurskou explozi. Taylor a jeho tým z infekce ztratil rozum. Hráč a Hendricks se rozhodnou, že se úmyslně infikují Corvusem. Hráč s Hendricksem se vydají do Káhiry, aby čelili zblázněnému Taylorovi. Po tom, co Hendricks Taylora zabije, podlehne Corvusu a vydává se do společnosti Coalescence Corporation v Zurichu, kde má v plánu infikovat počítače Corvusem, což by mělo za následek infekci každého počítače na Zemi. 

Hráč a Kane následně zamíří za Hendricksem do Zurichu, ale dorazí ve chvíli, kdy již Hendricks infiltruje Corvus do počítačů ve městě a také do robotických obranných systémů. Hráč a Kane se dostanou do sídla firmy Coalescence, ale Kane je zabit, když ho AI Corvus zavře v místnosti plné smrtícího nervového plynu Nova 6. Hráč pokračuje v hledání Hendricka a následně ho najde spolu s přeživším Sebastianem Kruegerem, kterého pak Hendricks zabije. Když Hráč Hendricka zabije, tak aby zamezil šíření Corvusu, spáchá sebevraždu. Hráč se poté ocitá ve vytvořeném simulovaném světě v rámci jeho DNI systému. Zde se hráč potkává s Taylorem, který souhlasí v boji proti Corvusu. Taylor vysvětlí, že jediná cesta, jak porazit Corvus, je udělat reset v jeho DNI. Po tom, co Hráč bojuje s iluzivními jednotkami Corvusu, získává opět kontrolu nad svým tělem a zbavuje se DNI. Když Hráč vyjde z budovy, přicházející bezpečnostní složky se ho zeptají na jméno a on odpoví: „Mé jméno je Taylor.“

Informace o každé misi, které jsou napsány ve formě Taylorova deníku, odhalují, že Hráč zemřel krátce po operaci, což značí, že každá událost, kterou prožíval, byl jeho sen během umírání založen na jeho skutečných zážitcích.

### Režim Zombies
V tomto režimu jsou dvě rozdílné dějové linie. V první s názvem „Shadows of Evil“ (v překladu Stíny ďábla), se setkáváme s novou skupinu postav: Nero Blackstone, Jessica Rose, Jack Vincent a Floyd Campbell, kteří bydlí ve fiktivním městě Morg City. Treyarch tyto nové postavy popisuje jako problémové jedince s dlouhou a odpornou historií vykonaných zločinů. Tyto čtyři postavy jsou v jejich městě vystavěni zombie apokalypse, kdy jim pomáhá neznámý muž říkající si jako Shadowman. 

Druhý příběh nazvaný jako „The Giant“ (Obrovský) se soustředí na alternativní verzi příběhu původních postav známých z předešlých dílů Call of Duty: Tank Dempsey, Nikolai Belinski, Takeo Masaki a Edward Richtofen.

#### Příběh
V roce 1942 ve městě Morg City, bydlí Jessica Rose, Jack Vincent, Floyd Campbell a Nero Blackstone. Všechny čtyři spojuje trestná historie. Jessica měla milostný vztah s jejím filmovým producentem, avšak vyfotil je novinář a aby předešla aféře, novináře si pozvala, a pak ho zabila. Vincent, který byl nečestný policista, umlčel všechny, kteří ho chtěli zničit. Campbell jako boxer proti lepšímu protivníkovi použil mosazné boxerky, čímž nečestně zvítězil. Nero jako úspěšný kouzelník se dostal do dluhů díky jeho ženě, a tak jí zabil, aby jeho dluhy následně mohl zaplatit z její životní pojistky. 

Když jsou všichni v klubu Black Lace nezávisle na sobě, něco je donutí usnout. Když se probudí, zjistí, že mají na levé ruce symbol „Mark of the Beast“ (Značka zvířete). Když zjistí, že město je zamořeno díky zombie infekci, tato situace je donutí spolupracovat, aby přežili. Následně uslyší hlas neznámého muže, říkající si Shadowman, který jim nabídne pomoc k nalezení spásy. Po tom, co jim dá artefakt nazvaný jako „Summoning Key“ (Klíč přivolávání), řekne jim, ať provedou obětní rituály, každá postava jeden s využitím jejich člověka, který s nimi souvisí: Vincentův policejní kolega, Campbellův rozhodčí, Nerův právník a Jessicy filmový producent. Po splnění všech rituálů a otevření brány, Shadowman se odtajní jako služebník Cthulhu, který následně zmizí a nechá postavy bez pomoci. Poté se nad městem objeví obrovské chapadlovité monstrum. Postavy začnou dělat další rituály, aby nakonec zabili monstrum, kterém se jim snaží překazit útěk. Po jeho zabití se zrodí obrovský červ, kterému musí také čelit. Když ho úspěšně zabijí, vlna vytvořených paprsků také zabije i zbývající chapadlovité monstrum na obloze. Když jde skupina pro „Summoning Key“, objeví se německý vědec Edward Richtofen, klíč vezme, poděkuje jim za jejich úsilí a zmizí.

## Vývoj
Call of Duty: Black Ops III je celkem 12. díl videoherní série Call of Duty a zároveň třetím poddílem v sérii Black Ops. Hra byla vyvíjena po dobu tří let a využívá silně upravený IW Engine, který byl využit také u Black Ops II. 9. června 2015 vyšlo napovrch, že verze pro Xbox 360 a PlayStation 4 vyvíjí studio Beenox spolu s Mercenary Technology a také, že bude obsahovat pouze multiplayer, také grafická stránka hry bude horší a snímková frekvence bude zamčena na 30 FPS. 

15. června 2015, Activision oznámil, že končí exkluzivita s Microsoftem, kdy se uživatelé konzolí Xbox mohli v minulosti dočkat jako první stáhnutelného obsahu. Kontrakt podepsala Sony, což zaručuje majitelům konzole PlayStation 4 přednostní přístup k budoucímu stáhnutelnému obsahu. Multiplayerová betaverze byla přístupná na PlayStation 4 od 18. srpna 2015 a pro Xbox One a Windows až 26. srpna 2015. Hraní betaverze bylo umožněno na šest dnů od data spuštění.

## Propagace

### Odhalení
26. dubna 2015 byl představen první trailer ze hry a také informace, že pro předobjednávky bude v budoucnu zpřístupněna betaverze hry.

### Kontroverze
29. září 2015 se oficiální twitterový účet série Call of Duty přejmenoval na „Current Events Aggregate“ (v překladu Souhrn aktuálních událostí). Poté začal účet informovat o teroristických událostech v Singapuru doprovázené amatérskými nahrávkami. Activision později prohlásil, že tyto zprávy jsou podvrh a pouze sloužily k propagaci příběhu ve hře. Tento typ marketingu byl ostře zkritizován a Activision obviněn za nezodpovědnost.

### Předobjednávky
Pokud si člověk hru předobjednal, dostal jako bonus exkluzivní herní věci do předchozího dílu Call of Duty: Advanced Warfare (pokud ho vlastnil) a také garantovaný přístup do betaverze hry.

## Edice
Call of Duty: Black Ops III vyšlo v různých verzích lišících se podle obsahu a také distribuce.

### Digital Deluxe Edition
Tato edice je dostupná pouze pro PC, PlayStation 4 a Xbox One je distribuována pouze digitálně. 

Tato edice navíc obsahuje:
- Kód do multiplayerové betaverzi hry.
- Bonusovou mapu „The Giant Zombies“.
- Tři přizpůsobitelné balíčky – Cyborg, Weaponized 115 & Black Ops III Pack.
- Season Pass opravňující stáhnout budoucí DLC zdarma.

### Hardened Edition
Tato edice je dostupná pouze pro PlayStation 4 a Xbox One a navíc obsahuje:
- Kód do multiplayerové betaverzi hry.
- Bonusovou mapu „The Giant Zombies“.
- Dva přizpůsobitelné balíčky – Cyborg a Weaponized 115 Pack.
- Ocelový nosič namísto standardního plastového.
- Soundtrack hry.

### Juggernog Edition
Tato edice je dostupná pouze pro PlayStation 4 a Xbox One a navíc obsahuje: 
- Kód do multiplayerové betaverzi hry.
- Bonusovou mapu „The Giant Zombies“.
- Tři přizpůsobitelné balíčky – Cyborg, Weaponized 115 & Black Ops III Pack.
- Season Pass opravňující stáhnout budoucí DLC zdarma.
- Mini ledničku v herním motivu Juggernog.
- Čtyři tácky v herním motivu Perk-a-Cola.
- Plechovku s logem hry.
- Ocelový nosič namísto standardního plastového.
- Soundtrack hry.

## Soundtrack
Oficiální soundtrack ke hře Call of Duty: Black Ops III zkomponoval Jack Wall. Soundtrack vyšel v digitálním vydání a je také začleněn v Hardened a Juggernog edicích hry.

### Seznam skladeb
Soundtrack obsahuje celkem 41 písní.
| Pořadí | Název                                  | Délka |
| ------ | -------------------------------------- | ----- |
| 1.     | I Live (Electronic Version)            | 3:52  |
| 2.     | The Frozen Beast                       | 2:55  |
| 3.     | Prologue / Black Ops                   | 4:12  |
| 4.     | New World / From the Brink of Death    | 3:17  |
| 5.     | Sarah Hall                             | 1:24  |
| 6.     | Chasing Secrets                        | 1:58  |
| 7.     | The 54 Immortals                       | 1:48  |
| 8.     | Shanty Town / Riding the Tempest       | 1:18  |
| 9.     | Into the Q Zone                        | 2:00  |
| 10.    | In Darkness                            | 1:38  |
| 11.    | Cloud Mountain                         | 2:05  |
| 12.    | P.A.W.W.S.                             | 1:45  |
| 13.    | Ignition                               | 3:45  |
| 14.    | Coalescence                            | 0:40  |
| 15.    | Horrors at the Silo                    | 3:17  |
| 16.    | Diaz                                   | 2:28  |
| 17.    | Vengeance                              | 3:08  |
| 18.    | Burn / Rescue                          | 2:26  |
| 19.    | Future Soldiers                        | 3:13  |
| 20.    | Retreat                                | 1:39  |
| 21.    | Ramses Station                         | 2:40  |
| 22.    | Interrogating Salim                    | 1:59  |
| 23.    | Safehouse                              | 2:01  |
| 24.    | Liberty Road                           | 2:53  |
| 25.    | Dreams (feat. Azam Ali)                | 6:24  |
| 26.    | A World Upside Down                    | 4:00  |
| 27.    | Ego Vivo                               | 2:20  |
| 28.    | Therapy                                | 2:32  |
| 29.    | Sand Castle                            | 3:16  |
| 30.    | Lotus Towers                           | 2:33  |
| 31.    | What Has Taylor Become?                | 1:36  |
| 32.    | Leviathan                              | 2:13  |
| 33.    | I Live (Orchestral Version)            | 3:31  |
| 34.    | Cold Hard Cash (feat. Antonia Bennett) | 3:48  |
| 35.    | Snakeskin Boots                        | 3:01  |
| 36.    | Douple-Tap Rootbeer                    | 0:51  |
| 37.    | Mulekick                               | 0:37  |
| 38.    | Revive Soda                            | 0:38  |
| 39.    | Jugger-Nog                             | 0:21  |
| 40.    | Widow's Wine                           | 0:45  |
| 41.    | Speed Cola                             | 0:34  |

## Po vydání

### Prodeje
Vydavatelská společnost Activision oznámila, že za tři dny od data vydání hra vygenerovala přes 550 milionů dolarů. 

### Technické problémy
Po vydání se u hráčů, kteří si zakoupili PC verzi hry, začaly objevovat problémy při hraní jako zasekávání animací či náhlý skok FPS na minimum, což způsobí, že hra je nehratelná. Herní studio vydalo patch, ale uživatelé i po této opravě stále hlásí problémy.

## Kritika
| Magazín     | Známka      |
| ----------- | ----------- |
| Eurogamer   | Bez medaile |
| Bonusweb.cz | 82%         |
| Games.cz    | 6/10        |
| Hrej.cz     | 2/5         |